# Ilustracja spadowa

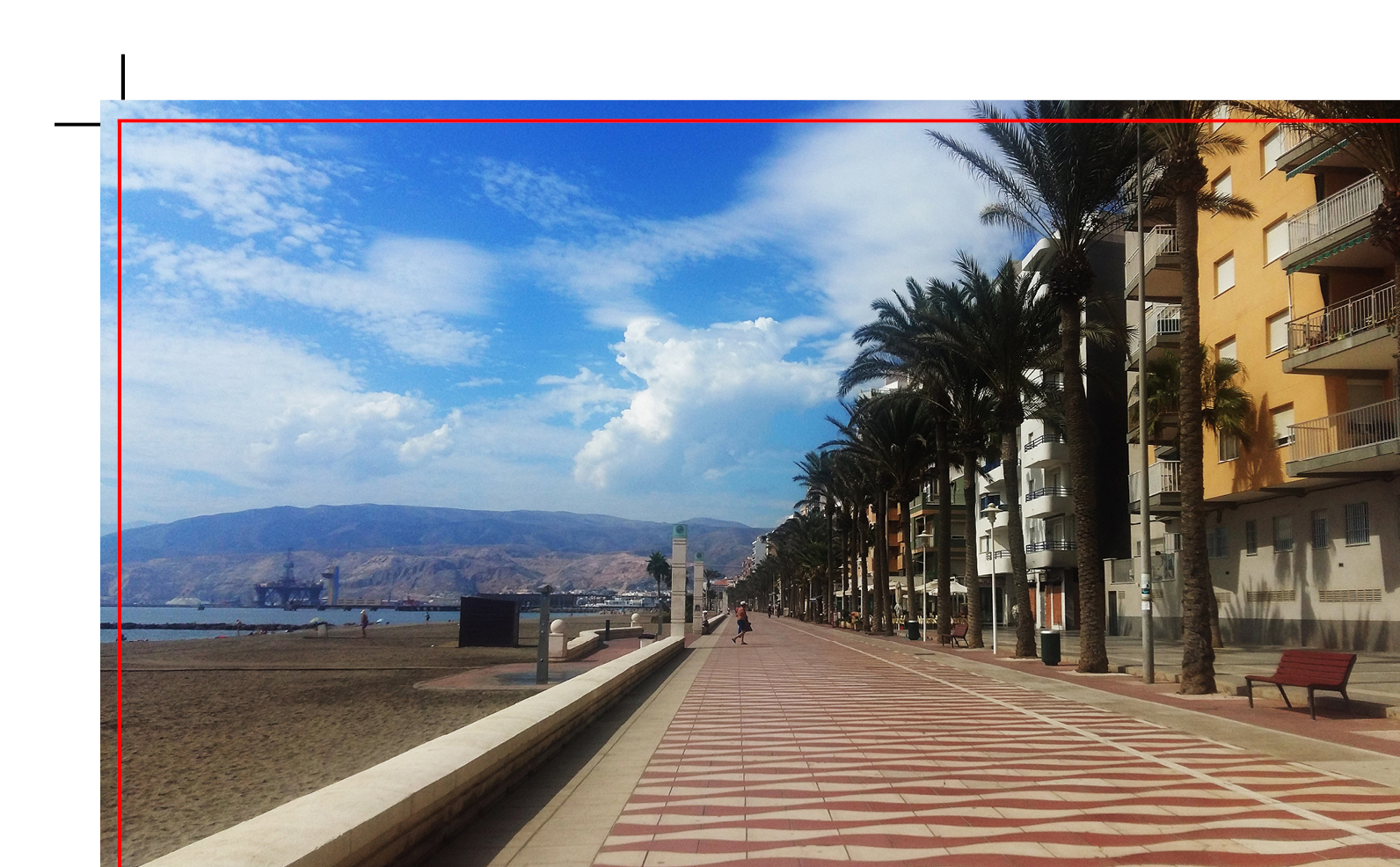
Ilustracja przygotowana do umieszczenia na spad. Czerwone linie – krawędzie przycięcia stronicy; odcięty obszar nosi nazwę spadu

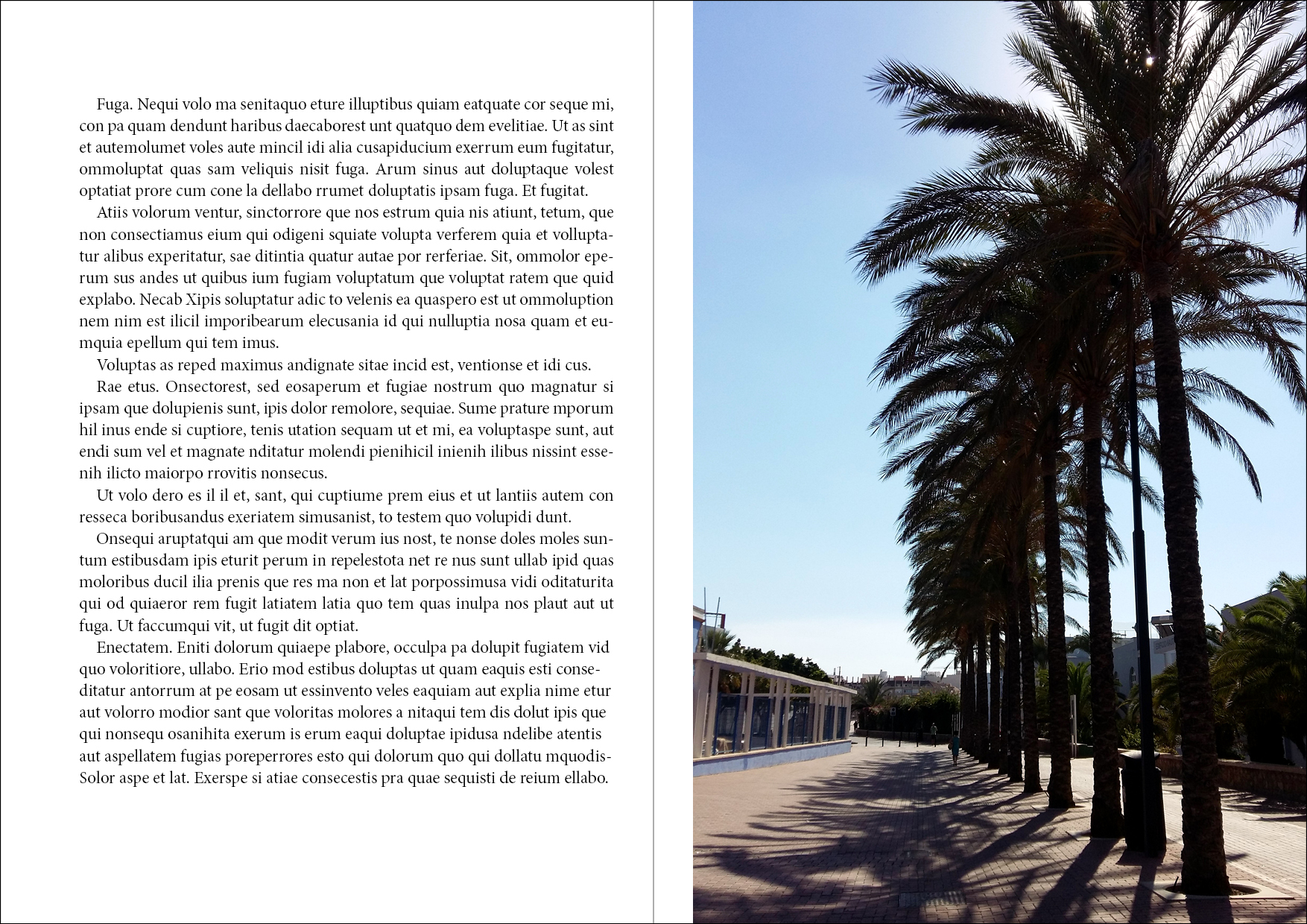
Całostronicowa ilustracja spadowa

Ilustracja spadowa – ilustracja sięgająca krawędzi stronicy książki. Obraz ilustracji spadowej wstawionej do makiety (layoutu) musi przekraczać obszar wyznaczony przez format książki po obcięciu bloku (wkładu). Nie dotyczy to jedynie wewnętrznej (grzbietowej) krawędzi. Pozornie zbędny nadmiar obrazu zostaje obcięty w drukarni podczas wyrównywania bloków wkładu. Dzięki temu na krawędziach nie pozostają białe obszary, a ilustracja kończy się równo z obciętą kartką książki.
Obszar, który zostaje odcięty, nosi nazwę spadu. Wypuszczanie na spad powinno wynosić od 3 do 5 mm, w zależności od dyspozycji technologa drukarni. Jeżeli format książki nie jest zgodny z formatem ilustracji, to część obrazu umieszczonego na spad musi zostać wykadrowana. Niezależnie od formatu pewna część obrazu zostanie usunięta – będzie ona procentowo tym większa, im mniejsza jest stronica.
Ilustracje na spad mogą być umieszczane na całych stronicach. Ich zaletą jest to, że są one tak duże, jak to możliwe w danym formacie, a stronica pozbawiona obramowania z marginesów wygląda czysto. Uważa się, że spad jest dobrym sposobem na powiększenie detali ilustracji przedstawionych w innym miejscu (o ile jakość oryginału jest wystarczająca). Może być on wykorzystywany na stronach tytułowych oraz wewnętrznych stronach tytułowych.
Na rozwarciu książki nie powinno się umieszczać ilustracji spadowych do grzbietu na obu stronicach. Zaleca się pozostawić po jednej lub drugiej stronie światło separujące ilustracje. Zdarzają się sytuacje kompozycyjne, gdy takie obrazy mogą być połączone dla uzyskania jakiegoś nowego efektu, jednak musi to być świadoma i uzasadniona decyzja projektanta.
Podpisy i objaśnienia do ilustracji spadowych zwykle umieszcza się w polu kolumny albo jako marginalia. Podpis ilustracji zajmującej całą powierzchnię stronicy powinien znaleźć się na sąsiedniej stronicy rozkładowej.